# Station Asaka
 Station Asaka  (浅香駅,  Asaka-eki) is een spoorwegstation in de wijk Sakai-ku in de Japanse stad Sakai.Het wordt aangedaan door de Hanwa-lijn. Het station heeft twee sporen, gelegen aan twee zijperrons. 

## Treindienst

### JR West
| 1 | ■ Hanwa-lijn | richting Ōtori, Hineno en Wakayama |
| 2 | ■ Hanwa-lijn | richting Tennōji en Ōsaka          |

## Geschiedenis
Het station werd in 1937 geopend als Hanwa-Asakayama. In 1940 werd het veranderd in Yamate-Asakayama, om in 1944 de huidige naam te krijgen.

## Overig openbaar vervoer
Bussen van Nankai

## Stationsomgeving
- Yamato-rivier
- Nishiyoke-rivier
- Verkorte Universiteit voor Vrouwen Sakai
- Asakayama-park
- Asakayma-ziekenhuis
- Sunkus